# Shatur-Gudur
Shatur-Gudur или Шатур-Гудур (крымскотат. Şatur-Gudur, досл.: «Шум-гам») — крымскотатарская музыкальная группа, играющая в стиле фолк-панк. Является первой и единственной рок-группой, играющей панк-рок на крымскотатарском языке. Основана братьями Джемилем и Сулейманом Мамутовыми, отец которых был главным редактором крымскотатарской газеты «Крым». По их словам, идея создания группы возникла из-за желания слышать национальные крымскотатарские мотивы в современной обработке. На группу также оказали влияние и другие украинские группы панк-рока, к примеру, Братья Гадюкины, с которыми участники сравнивают свой стиль в песнях.

## История
Группа была основана в 2008 году, однако делать первые записи Джемиль и Сулейман начали делать задолго до этого. В 2005 году они вместе с единомышленниками начали репетировать в одном из гаражей. Сулейман писал тексты на крымскотатарском, а Джемиль писал к ним мелодии.
Группа получила первую популярность после конкурса клипов крымскотатарской музыки на радио Meydan FM в 2013 году. А видеоклип на песню «Зима-93», посвященную первой зиме в Крыму после возвращения крымских татар, получил приз зрительских симпатий и 10 тысяч гривен.
В 2014 году братья переехали в Киев. В группу присоединились новые музыканты: гитарист Фикрет Идрисов и вокалист Бекир Хайбуллаев.
В апреле 2017 года группа издала первый альбом — Burundan çıqtı, что в переводе крымскотатарского означает «Чтобы тебе это вышло боком» (название связано с забавным случаем в визовом центре). Затем спустя 2 года вышел альбом Sinirlar Hayir («Счастливого пути»), также изданный в русском варианте как «КПВВ».
Группа выступает и по сей день.

## Состав
- Джемиль Мамутов — бэк-вокал, бас.
- Сулейман Мамутов — ударные, бэк-вокал.
- Фикрет Идрисов — гитара.
- Бекир Хайбуллаев — вокал.

## Дискография
- 2017 — Burundan çıqtı[7]
- 2019 — КПВВ. Sıñırlar hayır EP[8]